# Чурсин, Серафим Евгеньевич
Серафим Евгеньевич Чурсин (27 декабря 1905 [9 января 1906], Воронеж, Российская империя — 15 декабря 1985, Севастополь, УССР, СССР) — советский военно-морской деятель, командующий Черноморским флотом (1962—1968). Адмирал (1964).

## Биография
Родился 9 января 1906 года в Воронеже. Русский, член ВКП(б) с 1929 года.
В Военно-морском флоте СССР с 1926 года.
Окончил: Военно-морское училище имени М. В. Фрунзе (1931), подводный класс Учебного отряда подводного плавания имени С. М. Кирова (1932), военно-морской факультет Высшей военной академии имени К. Е. Ворошилова (1954).
Службу проходил: вахтенный начальник (1931), помощник командира (05-12.1932) ПЛ «Краснофлотец» (бывш. «Ягуар»), помощник командира ПЛ «Карп» (1932—1934), командир ПЛ «Лещ» (май 1934 — март 1937), командир ПЛ «Л-11» (март 1937 — май 1938), командир 31-го дивизиона ПЛ (май 1938 — август 1939), командир 5-й бригады ПЛ (август 1939 — март 1941), командир 3-й бригады ПЛ (март 1941 — март 1943) Тихоокеанского флота, начальник отдела подводного плавания штаба Северо-Тихоокеанской флотилии (март 1943 — февраль 1944), командир бригады ПЛ (февраль — июнь 1944). 
Командир 1-й бригады ПЛ Черноморского флота (июнь 1944 — декабрь 1948), контр-адмирал (5 ноября 1944).
Командующий Дунайской военной флотилией (декабрь 1948 — октябрь 1952), командующий Каспийской флотилией (декабрь 1952 — август 1955), начальник штаба Черноморского флота (август 1955 — декабрь 1956). Вице-адмирал (8 августа 1955).  1-й заместитель командующего Черноморским флотом (декабрь 1956 — июль 1962), 
Командующий Черноморским флотом (июль 1962 — декабрь 1968).  Адмирал (13.04.1964).
Профессор-консультант Военно-морской академии (декабрь 1968 — декабрь 1971).
В январе 1972 года был уволен в отставку. В течение нескольких лет возглавлял Севастопольскую секцию ветеранов войны, заботясь о нуждах фронтовиков, моряков-черноморцев и инвалидов Великой Отечественной войны. За заслуги перед севастопольцами, активную общественную деятельность, большой вклад в развитие народного хозяйства и культуры города в 1973 году удостоен звания «Почётный гражданин города-героя Севастополя».
Был членом бюро Севастопольского городского комитета партии, Крымского областного комитета партии и ЦК Коммунистической партии Украины (с 1966), депутатом Совета Союза Верховного Совета СССР 7-го созыва (1966—1970, от Крымской области), депутатом Верховного Совета Украинской ССР (от Крымской области, 1963—1967).
Умер 15 декабря 1985 года. Похоронен на кладбище Коммунаров в Севастополе.

### Семья
Жена — Екатерина Митрофановна;
сын — Владимир 1935-1999 гг.
- дочь — Татьяна
  - четыре внучки[3].

## Награды
- четыре ордена Ленина (1935, 1951, 1956, 1966)
- орден Октябрьской Революции (1976)
- три ордена Красного Знамени (1944, 1946, 1956)
- Орден Отечественной войны 1-й степени (1985)
- два ордена Красной Звезды (в том числе 1944)

Упомянут в Приказе Верховного Главнокомандующего от 29 августа 1944 года № 181 в числе военачальников, чьи войска отличились при овладении городом и портом Констанца, служившим в течение трёх лет основной базой военно-морского флота немецко-фашистских захватчиков.

## Память

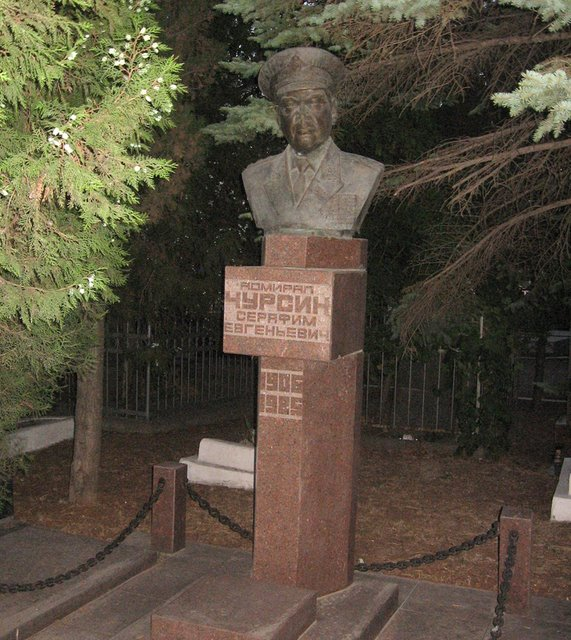
Бюст С. Е. Чурсина на кладбище коммунаров в Севастополе, скульптор Чиж С. А.

В Воронежском Центре военно-патриотического воспитания «Музей-диорама» есть стенд, рассказывающий о С. Е. Чурсине.
В Воронеже его именем названа улица Адмирала Чурсина.